# Осада Великих Лук
Оса́да Вели́ких Лук — осада и взятие Великих Лук в 1580 году войском Речи Посполитой в ходе второй кампании Стефана Батория. Великолукская крепость имела большое стратегическое значение, поскольку в случае её взятия для польской армии открывались значительное пространство для манёвров и возможность продвижения вглубь территории Русского царства. В частности, становилось возможным наступление на Псков и Новгород, а также на Тверь и Москву. В то же время Баторию предоставлялась перспектива в значительной степени отрезать русские войска, находящиеся в северо-западных землях, от центра.

## Ход осады
Состоявшему из 50 тысяч человек (главным образом немецких и венгерских наёмников) войску Батория противостоял гарнизон воеводы Ивана Васильевича Воейкова, насчитывавший 6—7 тысяч человек.
Для снижения эффективности артиллерийского обстрела деревянной крепости Воейков приказал обложить её сверху донизу корзинами с землёй и дёрном. По этой причине обстрел, начавшийся 1 сентября, не нанёс серьёзного ущерба крепостным стенам. Баторий, видя невозможность зажечь стены калёными ядрами, отдал приказ о штурме крепости, однако этот штурм был отбит с потерями до 200 человек на польской стороне. В то же время гарнизону удавались вылазки, во время одной из которых было захвачено королевское знамя.
Баторий решил сосредоточить артиллерийский обстрел на незащищённых землёй крепостных башнях, однако возникающие в них пожары гарнизону удавалось тушить. Тогда было принято решение произвести подкоп под крепостную стену с заложением мины. Но взрыв, несмотря на разрушения, не привёл ко взятию образовавшейся бреши, поскольку защитники крепости удерживали её, обороняясь от огня мокрыми кожами. Наконец, в ночь на 5 сентября одному из отрядов Батория всё же удалось подпалить одну из крепостных башен. Сильный ветер быстро раздул огонь и защитники, бросившиеся на борьбу с ним, уже не могли оказывать нападающим достаточного сопротивления. В результате армии Батория удалось ворваться в крепость. Все защитники города, в том числе Воейков, пали в начавшейся внутри города безжалостной резне. По словам участника событий Дзялыньского, ««наши учинили позорное и великое убийство, желая отомстить за своих павших товарищей… Они не обращали ни на кого внимания и убивали как старых, так и молодых, женщин и детей… Все заняты были убийствами и грабежом, так что никто не тушил пожар. Огонь охватил всю крепость и спасать более было нечего».
Примечательно, что увлёкшись грабежом, солдаты Батория пропустили момент, когда огонь подобрался к пороховому арсеналу. По свидетельству того же Дзялыньского, последовавший взрыв арсенала убил около 200 грабителей.

## Последствия
Город оказался настолько разрушенным, что среди рассчитывавших на большую добычу наёмников Батория начал назревать бунт. Лишь с помощью внеочередных выплат Баторию удалось восстановить дисциплину в войске и заставить его заняться восстановлением оборонительных укреплений. Работы заняли несколько недель и задержали наступление польской армии на Ржев.